# Система линейных дифференциальных уравнений
Система  линейных  дифференциальных уравнений (СЛДУ) — система обыкновенных дифференциальных уравнений, которая является линейной относительно всех искомых функций {\displaystyle y_{i}(x)}  и их производных всех порядков.  Такую систему можно преобразовать к линейной системе первого порядка канонического вида, которую обычно и определяют, как СЛДУ.

## Определение
Если в системе {\displaystyle n} дифференциальных уравнений имеется производная {\displaystyle y_{i}^{(k+1)},k>0},  то можно добавить новую искомую функцию {\displaystyle y_{n+1}}, определяемую новым линейным уравнением {\displaystyle y_{i}^{(k)}=y_{n+1}}.  Заменой {\displaystyle y_{i}^{(k+1)}=y_{n+1}'} в остальных уравнениях производная{\displaystyle y_{i}^{(k+1)}} исключается из системы. Последовательное выполнение этих операций для линейной системы приводит к линейной системе первого порядка. В линейной системе каждую производную можно подстановкой исключить из всех уравнений кроме одного. Поэтому систему линейных дифференциальных уравнений обычно определяют, как систему вида 
{\displaystyle y'_{j}=\sum _{k=1}^{n}{p_{jk}(x)y_{k}}+f_{j}(x),j=1,2,\dots ,n}

## Линейное дифференциальное уравнение
Если дано линейное дифференциальное уравнение порядка {\displaystyle n}
{\displaystyle y_{0}^{(n)}=\sum _{k=0}^{n-1}{p_{k}(x)y_{0}^{(k)}}+f_{j}(x)},
то описанным выше способом его можно преобразовать в систему {\displaystyle n}  уравнений следующего вида
{\displaystyle {\begin{cases}y'_{0}=y_{1}\\y'_{1}=y_{2}\\\cdots \\y'_{n-2}=y_{n-1}\\y'_{n-1}=\sum _{k=0}^{n-1}{p_{k}(x)y_{k}}+f_{j}(x)\end{cases}}}

## Решение СЛДУ
Общее решение однородной СЛДУ, получаемой приравниванием всех {\displaystyle f_{j}(x)} к нулю даётся формулами
{\displaystyle y_{j}=\sum _{k=1}^{n}{C_{k}y_{jk}(x)}}
где {\displaystyle y_{j1},y_{j2},\dots ,y_{jn}} — линейно независимые частные решения  однородной системы, то есть такие, что определитель {\displaystyle ||y(x)_{ij}||\neq 0}  хотя бы в одной точке.
В случае постоянных коэффициентов {\displaystyle p(x)_{jk}=a_{jk}} частные решения однородной системы следует искать в виде
{\displaystyle y_{j}(x)=(A_{j0}+A_{j1}x+\dots +A_{jn_{k}-1}x^{n_{k}-1})e^{\lambda _{j}x}}
где    {\displaystyle A_{js}}  — неопределённые коэффициенты, {\displaystyle \lambda _{j}} — корни характеристического уравнения
{\displaystyle {\begin{vmatrix}a_{11}-\lambda &a_{12}&\cdots &a_{1n}\\a_{21}&a_{22}-\lambda &\cdots &a_{2n}\\\vdots &\vdots &\ddots &\vdots \\a_{n1}&a_{n2}&\cdots &a_{nn}-\lambda \end{vmatrix}}=0}
и {\displaystyle n_{k}} — кратность этих корней. Полный анализ всех возможных случаев производится методами линейной алгебры.
Для решения СЛДУ с постоянными коэффициентами применяются также методы операционного исчисления.